# Sheffield and Hallamshire Senior Cup
La Sheffield & Hallamshire Senior Cup o Sheffield senior cup è una competizione di coppa della contea che coinvolge squadre della Sheffield and Hallamshire County Football Association. 
Originariamente chiamata Sheffield Challenge Cup , è la settima competizione di coppa più antica al mondo, dopo la Youdan Cup (1867), la Cromwell Cup (1868), la FA Cup ( 1871–72 ), la Scottish Cup ( 1873–74 ),  East of Scotland Shield (1875–76) e la Birmingham Senior Cup (1876-77). 
I membri della Sheffield e della Hallamshire County Football Association ai livelli 5-11 del sistema del campionato di calcio inglese possono attualmente partecipare alla competizione.

## Albo d'oro
| Stagione | Vincitore                         | Risultato  | Secondo                           | Stadio                |
| -------- | --------------------------------- | ---------- | --------------------------------- | --------------------- |
| 1876-77  | Wednesday                         | 4–3        | Heeley                            | Bramall Lane          |
| 1877–78  | Wednesday                         | 2–0        | Attercliffe                       | Bramall Lane          |
| 1878–79  | Thursday Wanderers                | 3–1        | Heeley                            | Bramall Lane          |
| 1879–80  | Staveley                          | 3–1        | Heeley                            | Sheaf House           |
| 1880–81  | Wednesday                         | 8–1        | Ecclesfield                       | Bramall Lane          |
| 1881–82  | Heeley                            | 5–0        | Pyebank                           | Bramall Lane          |
| 1882–83  | Wednesday                         | 2–1        | Lockwood Brothers                 | Bramall Lane          |
| 1883–84  | Lockwood Brothers                 | -          | Middlesbrough                     | -                     |
| 1884–85  | Lockwood Brothers                 | -          | Park Grange                       | -                     |
| 1885–86  | Mexborough                        | 2–1        | Heeley                            | Old Forge Ground      |
| 1886–87  | Wednesday                         | 2–1        | Collegiate                        | Bramall Lane          |
| 1887–88  | Wednesday                         | 3–2        | Ecclesfield                       | Bramall Lane          |
| 1888–89  | Rotherham Town                    | 2–1        | Staveley                          | Bramall Lane          |
| 1889–90  | Rotherham Town                    | 1–0        | Sheffield United                  | Rotherham             |
| 1890–91  | Doncaster Rovers                  | 2–1        | Sheffield United                  | Bramall Lane          |
| 1891–92  | Sheffield United                  | 2–1        | The Wednesday reserves            | Bramall Lane          |
| 1892–93  | Sheffield United reserves         | 3–1        | The Wednesday reserves            | Bramall Lane          |
| 1893–94  | Mexborough                        | -          | Sheffield United reserves         | -                     |
| 1894–95  | The Wednesday reserves            | -          | Sheffield United reserves         | -                     |
| 1895–96  | Mexborough                        | -          | Sheffield United reserves         | -                     |
| 1896–97  | Sheffield United reserves         | 3–0        | Wath                              | Olive Grove           |
| 1897–98  | Sheffield United reserves         | 3–1        | The Wednesday reserves            | Bramall Lane          |
| 1898–99  | Sheffield United reserves         | 5–2        | Attercliffe                       | Bramall Lane          |
| 1899–00  | Wednesday reserves                | 2–0        | Worksop Town                      | Carbrook              |
| 1900–01  | Sheffield United reserves         | 6–1        | Channing Rovers                   | Bramall Lane          |
| 1901–02  | Wednesday reserves                | 1–0        | Royston United                    | Millmoor              |
| 1902–03  | Wednesday reserves                | 5–0        | Roundel                           | Bramall Lane          |
| 1903–04  | Barnsley reserves                 | 6–1        | Hallam                            | Bramall Lane          |
| 1904–05  | Sheffield United reserves         | 3–1        | Wednesday reserves                | Hillsborough          |
| 1905–06  | Denaby United                     | 4–2        | Wednesday reserves                | Clifton Lane          |
| 1906–07  | Wednesday reserves                | 2–0        | Sheffield United reserves         | Bramall Lane          |
| 1907–08  | Sheffield United reserves         | 1–0        | South Kirkby Colliery             | Hillsborough          |
| 1908–09  | Sheffield United reserves         | 5–1        | Rotherham County                  | Bramall Lane          |
| 1909–10  | Denaby United                     | -          | Barnsley reserves                 | -                     |
| 1910–11  | Sheffield United reserves         | 4–1        | Mexborough Town                   | Clifton Lane          |
| 1911–12  | Doncaster Rovers                  | 3–0        | Sheffield United reserves         | Wath                  |
| 1912–13  | Rotherham County                  | 3–0        | Worksop Town                      | Bramall Lane          |
| 1913–14  | Rotherham County                  | 1–0        | The Wednesday reserves            | Bramall Lane          |
| 1914–15  | Barnsley reserves                 | 3–0        | Worksop Town                      | Bramall Lane          |
| 1919–20  | Rotherham Town                    | 1–0        | Sheffield United reserves         | Clifton Lane          |
| 1920–21  | Wednesday reserves                | 2–0        | Barnsley reserves                 | Bramall Lane          |
| 1921–22  | Wednesday reserves                | 2–0        | Barnsley reserves                 | Bramall Lane          |
| 1922–23  | Wombwell                          | 2–0        | Mexborough Town                   | Wath                  |
| 1923–24  | Worksop Town                      | 3–0        | Barnsley reserves                 | Bramall Lane          |
| 1924–25  | Rotherham Town                    | 5–1        | Worksop Town                      | Bramall Lane          |
| 1925–26  | Wath Athletic                     | 4–0        | Hemsworth West End                | Tickhill Square       |
| 1926–27  | Darfield                          | 5–2        | Ecclesfield United                | Birdwell              |
| 1927–28  | Frickley Colliery                 | 3–1        | Ardsley Athletic                  | Hampden Road          |
| 1928–29  | Ardsley Athletic                  | 6–2        | Ecclesfield United                | Birdwell              |
| 1929–30  | South Kirkby Colliery             | 2–0        | Cudworth Village                  | Cemetery Road         |
| 1930–31  | Mexborough Athletic               | 2–0        | Frickley Colliery                 | Hampden Road          |
| 1931–32  | Dinnington Athletic               | 3–0        | South Kirkby Colliery             | Hampden Road          |
| 1932–33  | Denaby United                     | 1–0        | Rawmarsh Welfare                  | Hampden Road          |
| 1933–34  | Mexborough Athletic               | 8–1        | Woodhouse Alliance                | Tickhill Square       |
| 1934–35  | Firbeck Main Colliery             | 3–0        | Denaby United                     | Dinnington            |
| 1935–36  | Denaby United                     | 4–2        | Worksop Town                      | Central Avenue        |
| 1936–37  | Upton Colliery                    | 4–3        | Thurnscoe Victoria                | Hampden Road          |
| 1937–38  | Norton Woodseats                  | 2–1        | Lopham Street UM                  | Hillsborough          |
| 1938–39  | Rawmarsh Welfare                  | 3–2        | Worksop Town                      | Beighton              |
| 1939–40  | Beighton Miners Welfare           | 2–1        | Frickley Colliery Athletic        | Belle Vue             |
| 1940–41  | South Kirkby Colliery             | 2–1        | Beighton Miners Welfare           | Millmoor              |
| 1941–42  | Manvers Main                      | 1–0        | Sheffield United reserves         | Bramall Lane          |
| 1942–43  | Royal Army Service Corps          | 1–0        | Sheffield Wednesday reserves      | Bramall Lane          |
| 1943–44  | Royal Army Service Corps          | 5–3        | Norton Woodseats                  | Millmoor              |
| 1944–45  | Barnsley reserves                 | 3–1        | Brodsworth Welfare                | Oakwell               |
| 1945–46  | Wombwell Athletic                 | 2–0        | Harworth Colliery                 | Wath                  |
| 1946–47  | Thurcroft Main                    | W – L      | Dinnington Athletic               |                       |
| 1947–48  | Harworth Colliery                 | 1–0        | Beighton Miners Welfare           | Central Avenue        |
| 1948–49  | Royston Social                    | 3–2        | Harworth Colliery                 | Central Avenue        |
| 1949–50  | Upton Colliery                    | 5–3        | Beighton Miners Welfare           | Tickhill Square       |
| 1950–51  | Hallam                            | 3–0        | Stocksbridge Works                | Hillsborough          |
| 1951–52  | Stocksbridge Works                | 4–1        | Denaby United                     | Hillsborough          |
| 1952–53  | Worksop Town                      | 3–1        | Beighton Miners Welfare           | Hillsborough          |
| 1953–54  | Sheffield Wednesday 'A'           | 2–1        | Worksop Town                      | Central Avenue        |
| 1954–55  | Worksop Town                      | 2–1        | Stocksbridge Works                | Central Avenue        |
| 1955–56  | Beighton Miners Welfare           | 4–2        | Stocksbridge Works                | Thorncliffe           |
| 1956–57  | Frickley Colliery                 | 3–2        | Worksop Town                      | Westfield Lane        |
| 1957–58  | Bentley Colliery                  | 3–1        | Stocksbridge Works                | Oakwell               |
| 1958–59  | Bentley Colliery                  | 1–0        | Yotar Sports                      | Tickhill Square       |
| 1959–60  | Grimethorpe Miners Welfare        | 3–2        | Denaby United                     | Grimethorpe           |
| 1960–61  | Frickley Colliery                 | 2–0        | Worksop Town                      | Westfield Lane        |
| 1961–62  | Hallam                            | 1–0        | Sheffield                         | High Green            |
| 1962–63  | Frickley Colliery                 | 2–1        | Sheffield United 'A'              | Hampden Road          |
| 1963–64  | Mexborough Town                   | -          | Stocksbridge Works                | -                     |
| 1964–65  | Hallam                            | 3–2        | Thurcroft Welfare                 | Millmoor              |
| 1965–66  | Worksop Town                      | 3–2        | Frickley Colliery                 | Westfield Lane        |
| 1966–67  | Frickley Colliery                 | 4–1        | Norton Woodseats                  | Coach & Horses Ground |
| 1967–68  | Hallam                            | 1–0        | Norton Woodseats                  | Hillsborough          |
| 1968–69  | Redfearn Sports                   | 1–0        | Frickley Colliery                 | Tickhill Square       |
| 1969–70  | Worksop Town                      | 2–1        | Dinnington Athletic               | Hard Lane             |
| 1970–71  | Rawmarsh Welfare                  | 3–1        | Frickley Colliery                 | Dale Road             |
| 1971–72  | Kiveton Park                      | 3–0        | Frecheville Community Association | Swallownest           |
| 1972–73  | Worksop Town                      | 4–1        | Worsborough Bridge Miners Welfare | Millmoor              |
| 1973–74  | Frecheville Community Association | 2–1        | Worksop Town                      | Hard Lane             |
| 1974–75  | Mexborough Town Athletic          | 1–0        | Denaby United                     | Tickhill Square       |
| 1975–76  | Emley                             | 2–0        | Worksop Town                      | Hillsborough          |
| 1976–77  | Mexborough Town Athletic          | 2–1        | Worksop Town                      | Bramall Lane          |
| 1977–78  | Maltby Miners Welfare             | 2–1        | Mexborough Town Athletic          | Belle Vue             |
| 1978–79  | Frickley Athletic                 | 3–2        | Mexborough Town Athletic          | Hampden Road          |
| 1979–80  | Emley                             | 2–0        | Worksop Town                      | Oakwell               |
| 1980–81  | Emley                             | 2–1        | Frickley Athletic                 | Woolley Colliery Road |
| 1981–82  | Worksop Town                      | -          | Frickley Athletic                 | -                     |
| 1982–83  | Mexborough Town Athletic          | 3–1        | Denaby United                     | Millmoor              |
| 1983–84  | Emley                             | 2–0        | Frecheville Community Association | Oakwell               |
| 1984–85  | Worksop Town                      | 2–1        | Frickley Athletic                 | Millmoor              |
| 1985–86  | Frickley Athletic                 | 2–0        | Crookes                           | Central Avenue        |
| 1986–87  | Denaby United                     | 3–2        | Emley                             | Oakwell               |
| 1987–88  | Frickley Athletic                 | 2 – 1(agg) | Worksop Town                      | Played over two legs  |
| 1988–89  | Emley                             | 2–0        | Woolley Miners Welfare            | Oakwell               |
| 1989–90  | Frickley Athletic                 | 2 – 1(agg) | Denaby United                     | Played over two legs  |
| 1990–91  | Emley                             | 1–1        | Worksop Town                      | Hillsborough          |
| 1991–92  | Emley                             | 1–0        | Frickley Athletic                 | Bracken Moor          |
| 1992–93  | Stocksbridge Park Steels          | 5 – 3(agg) | Worksop Town                      | Played over two legs  |
| 1993–94  | Sheffield                         | 1–1        | Worksop Town                      | Hillsborough          |
| 1994–95  | Worksop Town                      | 1–0        | Emley                             | Hillsborough          |
| 1995–96  | Stocksbridge Park Steels          | 1–0        | Grimethorpe Miners Welfare        | Welfare Ground        |
| 1996–97  | Worksop Town                      | 7–0        | Harworth Colliery Institute       | Hillsborough          |
| 1997–98  | Emley                             | 3–0        | Parkgate                          | Hillsborough          |
| 1998–99  | Stocksbridge Park Steels          | 1–0        | Emley                             | Hillsborough          |
| 1999–00  | Frickley Athletic                 | 3–0        | Emley                             | Hillsborough          |
| 2000–01  | Doncaster Rovers                  | 2–1        | Emley                             | Hillsborough          |
| 2001–02  | Doncaster Rovers                  | 3–0        | Emley                             | Hillsborough          |
| 2002–03  | Worksop Town                      | 2–1        | Doncaster Rovers                  | Hillsborough          |
| 2003–04  | Frickley Athletic                 | 3–2        | Worksop Town                      | Hillsborough          |
| 2004–05  | Sheffield                         | 1–0        | Worksop Town                      | Hillsborough          |
| 2005–06  | Sheffield                         | 2–1        | Parkgate                          | Hillsborough          |
| 2006–07  | Stocksbridge Park Steels          | 2–1        | Worksop Town                      | Hillsborough          |
| 2007–08  | Sheffield                         | 2–0        | Worksop Town                      | Hillsborough          |
| 2008–09  | Stocksbridge Park Steels          | 3–0        | Brodsworth Welfare                | Hillsborough          |
| 2009–10  | Sheffield                         | 4–2        | Hallam                            | Hillsborough          |
| 2010–11  | Stocksbridge Park Steels          | 3–0        | Parkgate                          | Hillsborough          |
| 2011–12  | Worksop Town                      | 3–2        | Frickley Athletic                 | Hillsborough          |
| 2012–13  | Frickley Athletic                 | 4–3        | Sheffield                         | Hillsborough          |
| 2013–14  | Athersley Recreation              | 1–0        | Frickley Athletic                 | Hillsborough          |
| 2014–15  | Frickley Athletic                 | 4–1        | Nostell Miners Welfare            | New York Stadium      |
| 2015–16  | Frickley Athletic                 | -          | Shaw Lane Aquaforce               | –                     |
| 2016–17  | Shaw Lane                         | 1–0        | Frickley Athletic                 | Bramall Lane          |
| 2017–18  | Shaw Lane                         | 4–3        | Penistone Church                  | Bramall Lane          |
| 2018–19  | North Gawber Colliery             | -          | Frickley Athletic                 | –                     |
| 2021–22  | Worksop Town                      | 3–0        | Maltby Main                       | Eco-Power Stadium     |
| 2022–23  | Emley                             | 2–0        | Maltby Main                       | Eco-Power Stadium     |
| 2023-24  | Worksop Town                      | 5-0        | Penistone Church                  | Hillsborough          |

### Vittorie per squadra
- 14 vittorie – Sheffield Wednesday, Frickley Athletic, Worksop Town
- 10 vittorie – Sheffield United
- 9 vittorie – Emley AFC
- 6 vittorie – Stocksbridge Park Steels
- 5 vittorie – Denaby United, Sheffield
- 4 vittorie – Doncaster Rovers, Hallam, Mexborough Town
- 3 vittorie – Mexborough, Barnsley
- 2 vittorie – Lockwood Brothers, Rotherham Town (I), Rotherham County, Rotherham Town (II), South Kirkby Colliery, Mexborough Athletic, Upton Colliery, Rawmarsh Welfare, Beighton Miners Welfare, Royal Army Service Corps, Bentley Colliery, Shaw Lane
- 1 vittoria – Thursday Wanderers, Staveley, Heeley, Wombwell, Wath Athletic, Darfield, Ardsley Athletic, Dinnington Athletic, Firbeck Main, Norton Woodseats, Manvers Main, Wombwell Athletic, Thurcroft Welfare, Harworth Colliery, Royston Social, Stocksbridge Works, Grimethorpe Miners Welfare, Redfearn Sports, Kiveton Park, Frecheville Community Association, Maltby Main, Athersley Recreation, North Gawber Colliery